# Araneus tschuiskii
Araneus tschuiskii är en spindelart som beskrevs av Bakhvalov 1974. Araneus tschuiskii ingår i släktet Araneus och familjen hjulspindlar. Inga underarter finns listade i Catalogue of Life.